# Oblast de Mykolaïv
L’oblast de Mykolaïv (en ukrainien : Миколаївська область, Mykolaïvs’ka oblast’) ou oblast de Nikolaïev (en russe : Николаевская область, Nikolaïevskaïa oblast) est une subdivision administrative de l'Ukraine méridionale. Sa capitale est la ville de Mykolaïv. Elle compte 1 million d'habitants en 2022.

## Géographie
L'oblast de Mykolaïv couvre une superficie de 24 598 km2. Elle est limitée au nord par l'oblast de Kirovohrad, à l'est par l'oblast de Dnipropetrovsk, au sud-est par l'oblast de Kherson, au sud par la mer Noire et à l'ouest par l'oblast d'Odessa. Les steppes de granite du Boug se trouvent dans l'oblast.

## Histoire
L'oblast de Mykolaïv a été fondé le 22 septembre 1937 lors de la réorganisation des oblasts de Kharkiv, Kiev, Vinnytsia et Odessa. Cette dernière est alors divisée en oblast d'Odessa et oblast de Mykolaïv.
La nouvelle oblast comprend trois villes (Mykolaïv, Kherson et Kirov) ainsi que 38 raïons, dont 29 raïons de l'oblast d'Odessa et 9 de l'oblast de Dnipropetrovsk.
Le 10 janvier 1939, la ville de Kirovohrad et treize raïons sont détachés pour former l'oblast de Kirovohrad. Pendant l'occupation par les troupes allemandes et roumaines pendant la Seconde Guerre mondiale, à partir de l'été 1941, le territoire a été partagé entre la Transnistrie roumaine et le Reichskommissariat Ukraine.
Après la reconquête de la région par l'Armée rouge, l'oblast de Kherson a été créé le 30 mars 1944 et la ville de Kherson ainsi que 13 raïons ont été séparés de l'oblast de Mykolaïv, mais cinq raïons ont été ajoutés par l'oblast d'Odessa. Le 17 février 1954, 5 autres raïons de l'oblast d'Odessa ont été ajoutés à l'oblast. Par la suite, les territoires des raïons ont été modifiés à plusieurs reprises jusqu'en 1966. Enfin, le 3 mars 1988, les villages de Biloussove (Білоусове) et Tokareve (Токареве) ont été transférés à l'oblast de Kherson.
Une partie de l'oblast est sous occupation militaire russe depuis le 24 février 2022, lorsque les forces russes ont envahi l'Ukraine.

## Population

### Démographie
Recensements (*) ou estimations de la population :
| 1959*     | 1970*     | 1979*     | 1989*     | 2001*     |
| --------- | --------- | --------- | --------- | --------- |
| 1 013 839 | 1 148 118 | 1 242 639 | 1 330 634 | 1 264 743 |

| 2009      | 2010      | 2011      | 2015      | 2021      |
| --------- | --------- | --------- | --------- | --------- |
| 1 195 838 | 1 189 516 | 1 183 282 | 1 164 342 | 1 108 394 |

| 2022      | - | - | - | - |
| --------- | - | - | - | - |
| 1 090 492 | - | - | - | - |

| Année | Population | Naissances annuelles | Décès annuels | Solde naturel annuel | Taux de natalité (‰) | Taux de mortalité (‰) | Solde naturel (‰) | Indice de fécondité |
| ----- | ---------- | -------------------- | ------------- | -------------------- | -------------------- | --------------------- | ----------------- | ------------------- |
| 1990  | 1 336 200  | 18 411               | 16 070        | 2 341                | 13,7                 | 12,0                  | 1,7               | 1,95                |
| 1991  | 1 342 400  | 17 527               | 17 216        | 311                  | 13,0                 | 12,8                  | 0,2               | 1,85                |
| 1992  | 1 350 800  | 16 625               | 17 770        | -11 145              | 12,3                 | 13,1                  | -0,8              | 1,75                |
| 1993  | 1 360 300  | 15 248               | 18 519        | -3 271               | 11,2                 | 13,6                  | -2,4              | 1,60                |
| 1994  | 1 360 800  | 14 564               | 19 513        | -4 949               | 10,7                 | 14,4                  | -3,7              | 1,54                |
| 1995  | 1 352 100  | 13 816               | 20 523        | -6 707               | 10,3                 | 15,2                  | -4,9              | 1,47                |
| 1996  | 1 342 400  | 12 862               | 20 174        | -7 312               | 9,6                  | 15,1                  | -5,5              | 1,38                |
| 1997  | 1 330 100  | 12 246               | 19 550        | -7 304               | 9,2                  | 14,8                  | -5,6              | 1,32                |
| 1998  | 1 320 200  | 10 977               | 19 376        | -8 399               | 8,4                  | 14,8                  | -6,4              | 1,19                |
| 1999  | 1 307 000  | 10 413               | 19 446        | -9 033               | 8,0                  | 15,0                  | -7,0              | 1,13                |
| 2000  | 1 294 200  | 10 261               | 20 181        | -9 920               | 8,0                  | 15,7                  | -7,7              | 1,12                |
| 2001  | 1 279 000  | 9 964                | 19 470        | -9 506               | 7,8                  | 15,3                  | -7,5              | 1,07                |
| 2002  | 1 264 743  | 10 104               | 20 188        | -10 084              | 8,0                  | 16,1                  | -8,1              | 1,09                |
| 2003  | 1 251 517  | 11 118               | 20 584        | -9 466               | 8,9                  | 16,5                  | -7,6              | 1,17                |
| 2004  | 1 240 406  | 11 059               | 20 181        | -9 122               | 9,0                  | 16,3                  | -7,3              | 1,21                |
| 2005  | 1 229 522  | 10 928               | 20 295        | -9 367               | 8,9                  | 16,6                  | -7,7              | 1,20                |
| 2006  | 1 219 624  | 11 736               | 19 300        | -7 564               | 9,7                  | 15,9                  | -6,2              | 1,23                |
| 2007  | 1 211 854  | 12 363               | 20 016        | -7 653               | 10,2                 | 16,6                  | -6,4              | 1,31                |
| 2008  | 1 203 560  | 13 378               | 19 955        | -6 577               | 11,2                 | 16,6                  | -5,4              | 1,40                |
| 2009  | 1 195 838  | 13 093               | 18 698        | -5 605               | 11,0                 | 15,7                  | -4,7              | 1,45                |
| 2010  | 1 189 516  | 12 831               | 18 700        | -5 869               | 10,8                 | 15,8                  | -5,2              | 1,44                |
| 2011  | 1 183 282  | 13 029               | 17 441        | -4 412               | 11,0                 | 14,8                  | -3,8              | 1,47                |
| 2012  | 1 178 223  | 13 515               | 17 277        | -3 762               | 11,5                 | 14,7                  | -3,5              | 1,57                |
| 2013  | 1 173 481  | 13 043               | 17 353        | -4 310               | 11,1                 | 14,8                  | -3,7              | 1,55                |
| 2014  | 1 168 372  | 13 076               | 17 750        | -4 674               | 11,2                 | 15,2                  | -4,0              | 1,59                |
| 2015  | 1 164 342  | 11 533               | 17 874        | -6 341               | 9,9                  | 15,4                  | -5,5              | 1,45                |
| 2016  | 1 158 207  | 10 781               | 17 421        | -6 640               | 9,3                  | 15,0                  | -5,7              | 1,39                |
| 2017  | 1 150 126  | 10 073               | 16 985        | -6 912               | 8,8                  | 14,8                  | -6,0              | 1,34                |
| 2018  | 1 141 324  | 9 141                | 17 156        | -8 015               | 8,0                  | 15,1                  | -7,1              | 1,25                |

### Structure par âge
0-14 ans : 15,6 %  (hommes 91 164/femmes 85 196)
15-64 ans : 68,0 %  (hommes 370 513/femmes 398 089)
65 ans et plus : 16,4 %  (hommes 62 095/femmes 123 324) (2019 officiel)

### Âge médian
total : 41,0 ans 
homme : 37,6 ans 
femme : 44,3 ans  (2019 officiel)

### Villes
Les villes principales de l'oblast de Mykolaïv sont au 1er janvier 2013  :
- Mykolaïv : 496 188 habitants
- Pervomaïsk : 66 671
- Ioujnooukraïnsk : 40 555
- Voznessensk : 36 613

#### Villages
- Mykhaïlo-Laryne